# 曾嘉莉
曾嘉莉（英語：Amy Tsang，1980年3月28日—），香港女歌手。

## 簡介
曾嘉莉於1999年參加無綫電視及華星唱片合辦的第三屆全球華人新秀歌唱大賽（香港區選拔賽）而入行，成為華星唱片旗下歌手。2000年，她為無綫電視播放的日本動畫《百變小櫻Magic咭》主唱主題曲《百變小櫻》，結果在當年兒歌金曲頒獎典禮奪得兩個獎項。然而，華星唱片於2001年結束唱片部，曾嘉莉從此由樂壇消失，而《百變小櫻》亦成為她唯一作品。 傳聞她已婚，現居加拿大；她的去向至今仍是個謎。

## 曾獲獎項
- 2000年度兒歌金曲頒獎典禮
  - 最受歡迎兒歌新人獎金獎
  - 至NET兒歌大獎（《百變小櫻》）

## 軼聞
德意志银行环球市场副总裁同名為曾嘉莉，有網民誤解曾轉投金融界，但事實上兩者並非同一人。